# Bataille de la Pointe du Jour du Sabbat
Guerre de Sept Ans
Batailles
- Minorque (navale) (1756)
- Pirna (1756)
- Lobositz (1756)
- Reichenberg (1757)
- Prague (1757)
- Kolin (1757)
- Hastenbeck (1757)
- Gross-Jägersdorf (1757)
- Moys (1757)
- Rochefort (1757)
- Rossbach (1757)
- Breslau (1757)
- Leuthen (1757)
- Carthagène (navale) (1758)
- Olomouc (1758)
- Saint-Malo (1758)
- Rheinberg (1758)
- Krefeld (1758)
- Domstadl (1758)
- Cherbourg (1758)
- Zorndorf (1758)
- Saint-Cast (1758)
- Tornow (1758)
- Lutzelberg (1758)
- Hochkirch (1758)
- Bergen (1759)
- Kay (1759)
- Minden (1759)
- Kunersdorf (1759)
- Neuwarp (navale) (1759)
- Hoyerswerda (1759)
- Baie de Quiberon (navale) (1759)
- Maxen (1759)
- Meissen (1759)
- Glatz (1760)
- Landshut (1760)
- Corbach (1760)
- Emsdorf (1760)
- Dresde (1760)
- Warburg (1760)
- Liegnitz (1760)
- Rhadern (1760)
- Berlin (1760)
- Kloster Kampen (1760)
- Torgau (1760)
- Belle-Île (1761)
- Langensalza (1761)
- Cassel (1761)
- Grünberg (1761)
- Villinghausen (1761)
- Ölper (1761)
- Kolberg (1761)
- Wilhelmsthal (1762)
- Burkersdorf (1762)
- Lutterberg (1762)
- Reichenbach (1762)
- Almeida (1762)
- Valencia de Alcántara (1762)
- Nauheim (1762)
- Vila Velha de Ródão (1762)
- Cassel (1762)
- Freiberg (1762)

- Jumonville Glen (1754)
- Fort Necessity (1754)
- Fort Beauséjour (1755)
- 8 juin 1755
- Monongahela (1755)
- Petitcoudiac (1755)
- Lac George (1755)
- Fort Bull (1756)
- Fort Oswego (1756)
- Kittanning (1756)
- En raquettes (1757)
- Pointe du Jour du Sabbat (1757)
- Fort William Henry (1757)
- German Flatts (1757)
- Lac Saint-Sacrement (1758)
- Louisbourg (1758)
- Le Cran (1758)
- Fort Carillon (1758)
- Fort Frontenac (1758)
- Fort Duquesne (1758)
- Fort Ligonier (1758)
- Québec (1759)
- Fort Niagara (1759)
- Beauport (1759)
- Plaines d'Abraham (1759)
- Sainte-Foy (1760)
- Neuville (1760)
- Ristigouche (navale) (1760)
- Mille-Îles (1760)
- Signal Hill (1762)

- Cap-Français (1757)
- Martinique (1759)
- Guadeloupe (1759)
- Dominique (1761)
- Martinique (1762)
- Cuba (1762)

- Chandernagor (1757)
- Plassey (1757)
- Gondelour (1758)
- Négapatam (navale) (1758)
- Condore (1758)
- Madras (1758)
- Pondichéry (navale) (1759)
- Masulipatam (1759)
- Chinsurah (1758)
- Wandiwash (1760)
- Pondichéry (1760-1761)
- Manille (1762)

- Saint-Louis (1758)
- Gorée (1758)
- Gambie

La bataille de la Pointe du Jour du Sabbat est une bataille de la Guerre de Sept Ans qui a lieu le 23 juillet 1757 au large de la rive de la Pointe du Jour du Sabbat, au Lake George, dans l'État de New York. Elle se termine par une victoire française. La bataille (ou plutôt l'embuscade) est engagée par environ 450 soldats de la Compagnie franche de la Marine et d'alliés amérindiens sous la direction de l'enseigne de Corbière, contre 350 Britanniques des forces provinciales sous le commandement du colonel John Parker. 
L'enseigne de Corbière, informé du plan du colonel Parker, crée une embuscade encerclant les forces britanniques alors qu'elles approchent de la rive en bateau. Au cours de la bataille, le Colonel Parker perd environ 250 hommes dont près de 160 hommes tués ou noyés, les autres étant faits prisonniers. Les Français déclarent un seul homme légèrement blessé.

## Historique
Au cours du mois de mars 1757, le fort William Henry est assiégé pendant quatre jours par les forces françaises. Ne disposant pas de moyens logistiques suffisants pour soutenir l'artillerie et handicapées par une tempête de neige aveuglante le 21 mars, les forces françaises sont incapables de prendre le fort. Le siège est remis à plus tard. Malgré cela, les Français détruisent trois cents bateaux, plusieurs navires légèrement armés échoués sur le rivage, un moulin à scie et de nombreuses dépendances.
Après le retrait des Français, les forces britanniques dirigées par le Lieutenant-colonel George Monro réclament des renforts. La destruction de tant de bateaux empêche les sorties de reconnaissance de Monro vers le plus haut point du lac afin d'évaluer les mouvements des Amérindiens et des Français. De plus, la pénurie de main-d'œuvre, l'ignorance et l'indiscipline des soldats rendent difficiles les patrouilles et reconnaissances en dehors des murs de protection du fort William Henry. Ainsi, Monro ne peut y envoyer suffisamment de patrouilleurs.
Tout au long du printemps et au début de l'été, des Amérindiens, motivés par des récompenses françaises (cognac, fusils, munitions et vêtements), lancent des raids depuis le fort Carillon contre le fort William Henry au sud. Monro ne peut guère répondre aux attaques amérindiennes ni obtenir des renseignements sur les mouvements français avant l'arrivée de renforts suffisants. Il procède lentement à la reconstruction des bâtiments et des bateaux détruits par les Français le mois précédent. En juin, des renforts arrivent finalement, des provinciaux, unités de milices originaires de New York, du New Jersey et du New Hampshire, envoyées à partir du Fort Edward par Daniel Webb. Avec ces renforts, Monro décide d'agir.

## La bataille
Monro, un officier avec pratiquement aucune expérience du combat, décide d'envoyer une troupe en reconnaissance. Son plan est de réunir tous ses bateaux, avec à bord environ 350 hommes, pour les envoyer au nord jusqu'au lac, dans une zone contrôlée par l'ennemi et dont il sait peu de choses. Pour commander ce groupe, Monro choisit le colonel John Parker de l'unité des Jersey Blues, nouvellement arrivée. Il est décidé d'envoyer sa flottille à la Pointe Jour du Sabbat, située environ 20 km au nord du fort William Henry, sur le côté ouest du lac George. Le 20 juillet, un groupe éclaireur de trois navires se dirige vers la pointe. La force principale de Parker doit prendre le départ avant l'aube du 21 juillet. 
Le passage des trois premiers bateaux est repéré par les patrouilleurs français. Le 21 juillet, une force d'environ 450 hommes amérindiens et français, sous le commandement de l'enseigne de Corbière, quitte Fort Carillon pour les intercepter. Les Français prennent en embuscade les trois bateaux de tête de Parker. Les Amérindiens soumettent les provinciaux à interrogatoire et en obtiennent l'information du lieu de débarquement précis de Parker. Le piège français est alors en place. Le plan d'embuscade consiste à placer des hommes avec mousquets le long de la rive de la pointe et une flottille d'Amérindiens dans cinquante canots hors de vue sur le côté opposé de la pointe.
Dans les premières heures de la matinée du 23 juillet, la force principale de Parker s'approche de la Pointe Jour du Sabbat, ignorant que les Français ont intercepté ses trois bateaux de tête et appris son plan. À l'approche de la terre, les hommes de Parker remarquent les trois bateaux envoyés un jour à l'avance et supposent que tout va bien. Ces trois leurres permettent aux Français et aux Amérindiens de refermer le piège en invitant les hommes de Parker à approcher de la rive. Une fois dans la zone de feu, les hommes de Parker essuient des salves de tirs de mousquets des soldats français et des Amérindiens cachés le long de la rive. En parallèle, les Amérindiens dans les canots contournent la pointe et encerclent les hommes de Parker. Les Amérindiens sautent de leurs canots. Ils font chavirer l'ensemble de la flotte de Parker, à l'exception de deux bateaux. Une fois dans l'eau, bon nombre de provinciaux sont noyés ou fait prisonniers. La bataille qui suit est au désavantage des Britanniques ; les soldats terrifiés et débordés se rendent presque sans coup de feu. 
À peine une centaine d'hommes, y compris Parker lui-même, échappent à l'assaut des Français et des Amérindiens. Sur un total de 350 soldats, près de 160 sont noyés ou tués. Les autres sont faits prisonniers.